# Wissam-Amazigh Yebba
Wissam-Amazigh Yebba (8 de abril de 2000) es un deportista francés que compite en natación. Ganó dos medallas en el Campeonato Europeo de Natación de 2022, plata en 4 × 200 m libre mixto y bronce en 4 × 200 m libre.

## Palmarés internacional
| Campeonato Europeo | Campeonato Europeo | Campeonato Europeo | Campeonato Europeo    |
| Año                | Lugar              | Medalla            | Prueba                |
| ------------------ | ------------------ | ------------------ | --------------------- |
| 2022               | Roma (Italia)      | Medalla de plata   | 4 × 200 m libre mixto |
| 2022               | Roma (Italia)      | Medalla de bronce  | 4 × 200 m libre       |